# Scaphotettix redstripeus
Scaphotettix redstripeus är en insektsart som beskrevs av Li och Wang 2005. Scaphotettix redstripeus ingår i släktet Scaphotettix och familjen dvärgstritar. Inga underarter finns listade i Catalogue of Life.